# Neoempheria flavicoxa
Neoempheria flavicoxa är en tvåvingeart som beskrevs av Edwards 1940. Neoempheria flavicoxa ingår i släktet Neoempheria och familjen svampmyggor. Inga underarter finns listade i Catalogue of Life.